# Natalja Rusakowa
Natalja Michajłowna Rusakowa (ros. Наталья Михайловна Русакова; ur. 12 grudnia 1979 w Leningradzie) – rosyjska lekkoatletka, sprinterka i płotkarka.

## Osiągnięcia
- brązowy medal Uniwersjady (bieg na 100 metrów przez płotki Daegu 2003)
- dwa medale mistrzostw Europy (Göteborg 2006, brąz na 200 metrów oraz złoto w sztafecie 4 x 100 metrów)
- 2. miejsce w pucharze świata (sztafeta 4 x 100 m Ateny 2006)
- medalistka mistrzostw Rosji

### Rekordy życiowe
- bieg na 100 metrów - 11,18 s (2006)
- bieg na 200 metrów - 22,53 s (2006)
- bieg na 100 metrów przez płotki - 12,70 s (2004)